# Luis Salvadores
Luis Salvadores, né le 26 août 1932, à Lanco, au Chili et décédé le 1er février 2014, à Temuco, au Chili, est un ancien joueur chilien de basket-ball. Il est le frère du basketteur Álvaro Salvadores. Sa famille a émigré au Chili en raison de la guerre civile espagnole.